# 214-та повітрянодесантна бригада (СРСР)
214-та пові́трянодеса́нтна брига́да (214 пдбр) — повітрянодесантна бригада, одне з найстаріших військових з'єднань повітрянодесантних військ Радянського Союзу. Брала активну участь у бойових діях у ході Бессарабсько-Буковинського походу та Другої світової війни.

## Історія з'єднання

### Інтербеллум
Літом 1938 в Червоній армії було прийнято рішення про формування на базі наявних повітрянодесантних частин однотипних повітрянодесантних бригад з організаційно-штатною структурою, схожою із структурою загальновійськових частин. 214-та окрема повітрянодесантна бригада (як і інші 5 бригад: 201, 202, 204, 211 і 212-та) сформована в місті Мар'їна Горка Білоруського військового округу (на базі наземних частин 47-ї адброн, командир А. Ф. Левашов).
Після переформовування усі повітрянодесантні бригади були передані в підпорядкування сухопутних військ. Кожна повітрянодесантна бригада за штатом мала 1689 чоловік особового складу і включала:
- — парашутний батальйон;
- — мотомеханізований батальйон;
- — артилерійський дивізіон.

Під час вторгнення СРСР до Польщі у вересні 1939 214-та бригада перекидалася наземним транспортом й у бойових діях участі не брала.
Бригада також брала участь у радянсько-фінській війні. З 15 лютого по 12 березня 1940 року бригада, разом з 204-ю бригадою, знаходячись у резерві 15-ї армії, неодноразово вводилися в бій в найкритичніші моменти обстановки.

#### Бессарабсько-Буковинський похід 1940
Бригада брала участь у поході Червоної Армії на Бесарабію літом 1940. У ході проведення Бессарабської повітрянодесантної операції 214-та повітрянодесантна бригада знаходилася в резерві.

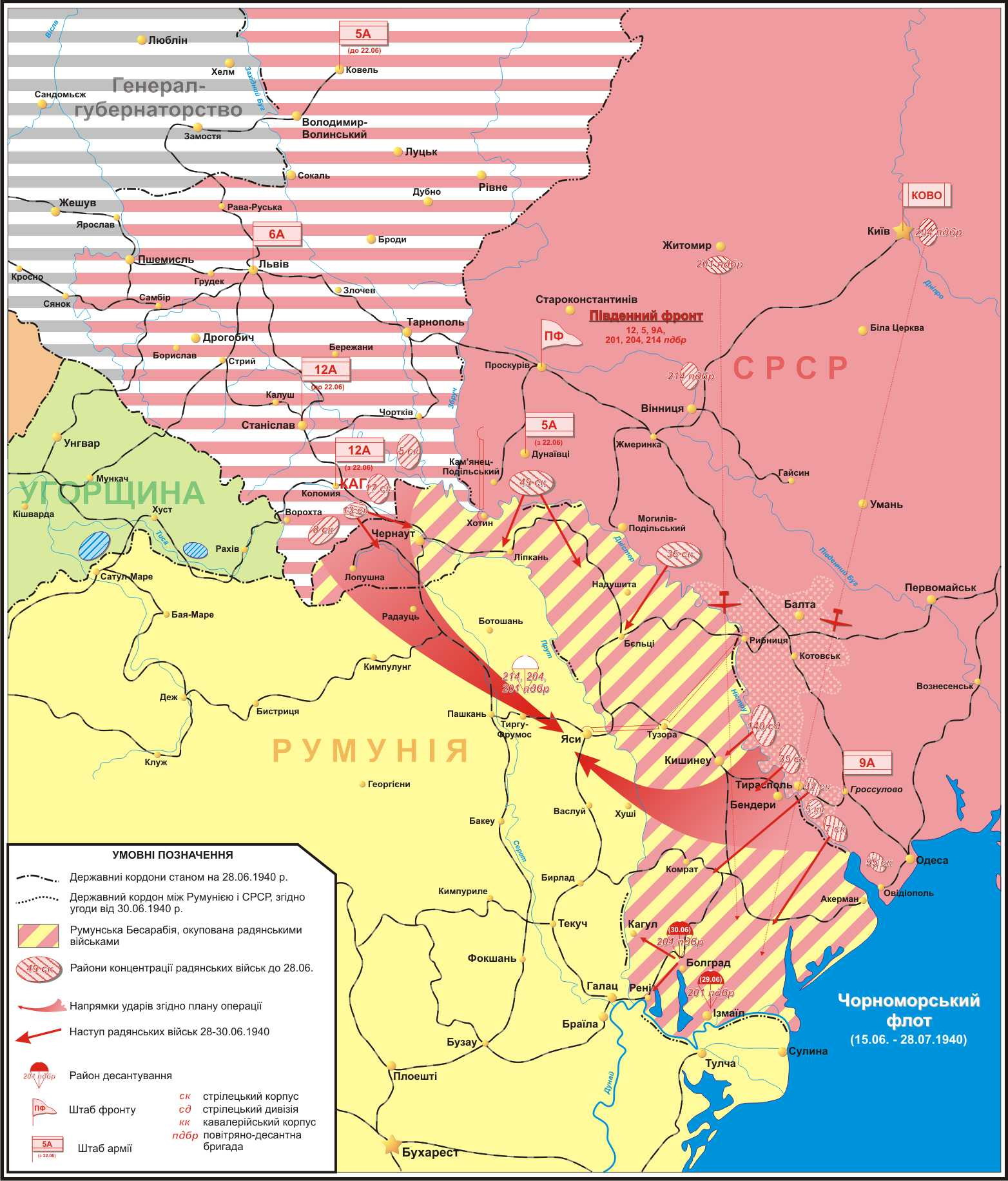
Оперативний план Бессарабсько-Буковинського походу РККА у 1940 році

## Бойовий склад
Бойовий склад бригади:
- управління
- 1-й парашутно-десантний батальйон
- 2-й повітрянодесантний батальйон
- 3-й повітрянодесантний батальйон
- 4-й повітрянодесантний батальйон
- школа молодшого командного складу
- окремий артилерійський дивізіон
- окрема зенітно-кулеметна рота
- окрема розвідувальна самокатна рота
- окрема рота зв'язку

## Командування
- Командир:
  - полковник Левашов О. Ф

## Відео
- Освободители. Воздушный десант (рос.)